# Achille Compagnoni
Achille Compagnoni (Valfurva, 26 settembre 1914 – Aosta, 13 maggio 2009) è stato un alpinista italiano, famoso per aver compiuto, nel 1954 assieme a Lino Lacedelli, la prima ascesa del monte K2.

## Biografia

### Prime attività
Originario del comune di Valfurva, condusse vita militare per 18 anni nel 5º Reggimento alpini. Ancora in epoca prebellica si distinse nello sci nordico, vincendo anche una coppa Dolomiti e divenendo maestro di sci. La sua attività alpinistica si sviluppò dapprima in Valfurva, poi nella zona del Monte Rosa e del Cervino, ove si era trasferito dal 1934. Nel corso della sua carriera salì la Gran Becca centosei volte.

### La conquista del K2
Il suo curriculum alpinistico fu tale da guadagnargli, nel 1953, la convocazione di Ardito Desio per far parte della spedizione italiana che nel 1954 avrebbe tentato la salita al K2, la seconda montagna più alta del mondo. Superate le selezioni preliminari, Compagnoni partì per il Karakorum, dove ebbe funzione di braccio destro ed assistente del capo spedizione Desio, che lo scelse infine per tentare l'assalto finale alla vetta.
Il 31 luglio 1954 Achille Compagnoni e Lino Lacedelli, di undici anni più giovane, furono i primi due uomini nella storia a vincere la vetta del K2. L'impresa fruttò a Compagnoni una medaglia d'oro al valore civile e, nel cinquantenario, la nomina a cavaliere di Gran Croce. Nella scalata riportò però il congelamento di alcune dita delle mani; ciò gli causò un lungo ricovero al rientro dalla spedizione.

### Attività successive alla spedizione del K2
Tornato in patria, Compagnoni ebbe a ridire con il Club Alpino Italiano in merito alla proprietà delle riprese effettuate in vetta al K2 e successivamente utilizzate per il film Italia K2, documentario ufficiale della spedizione; vi fu anche una causa legale. Negli anni successivi, comunque, fu molto attivo nel propagandare il film Italia K2 presso le scuole pubbliche e presso le sezioni del CAI.
Il congelamento alle estremità patito sul K2 comportò severi limiti alla sua successiva carriera alpinistica, la quale fu necessariamente poco più che modesta. Proseguì comunque nelle sue attività di guida alpina a Valtournanche e di albergatore a Cervinia.
In ambito cinematografico, Compagnoni interpretò nel 1959 il ruolo del cappellano militare nel film di Mario Monicelli La grande guerra. L'anno successivo ebbe di nuovo un cameo nel film di Luigi Comencini Tutti a casa, dove interpretò il ruolo d'un partigiano.
Morì la notte del 13 maggio 2009 all'ospedale di Aosta dopo un ricovero di alcuni giorni; la salma è stata sepolta nel cimitero di Valtournenche.

## La posizione di Achille Compagnoni nelCaso K2

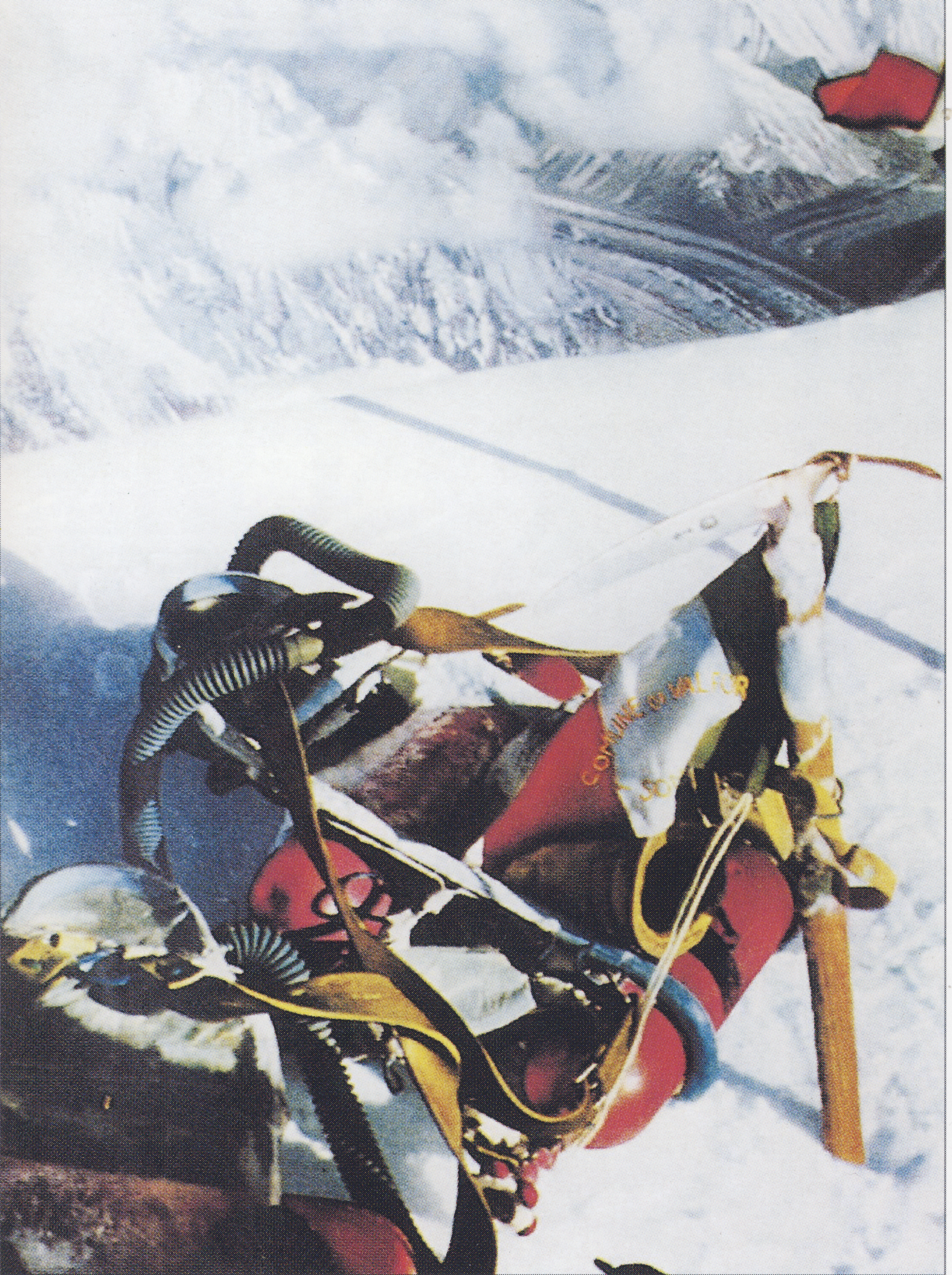
Foto scattata in vetta da Compagnoni

La spedizione italiana al K2 si chiuse con un'aspra polemica dovuta all'arbitraria ricostruzione degli eventi contenuta nella relazione ufficiale di Ardito Desio, basata sulle dichiarazioni firmate di Compagnoni e Lacedelli. La polemica, nota come caso K2, fu definitivamente chiusa dal Club Alpino Italiano solo nel 2004 a seguito delle risultanze di un'apposita commissione detta dei tre saggi: il CAI fece autocritica e riconobbe ufficialmente la versione di Walter Bonatti come l'unica vera e attendibile: Compagnoni e Lacedelli allestirono deliberatamente il campo IX non nel luogo precedentemente concordato con Bonatti. A causa di questo cambiamento, Bonatti e lo hunza Mahdi non riuscirono a raggiungere il campo IX e furono costretti a trascorrere la notte all'addiaccio, essendo la ridiscesa al campo VIII resa difficoltosa della sopraggiunta oscurità (va d'altraparte rilevato che il modello di tenda utilizzato per il campo IX - la "superK2" - poteva a stento ospitare 2 persone). Risulta inoltre acclarato che Bonatti e Mahdi portarono a Compagnoni e Lacedelli, senza consumarle, le bombole d'ossigeno impiegate per la conquista della vetta.
Infatti, nonostante la relazione ufficiale di Ardito Desio (basata sui resoconti della coppia di vetta) sostenesse che la sommità fosse stata raggiunta senza impiegare ossigeno nell'ultimo tratto di percorso, la prima foto scattata in vetta al K2 (pubblicata sull'annuario svizzero "Berge der Welt" del 1955 e poi non più riproposta per molti anni) mostra che la maschera dell'ossigeno era stata tenuta sul viso da Compagnoni fino in cima. Si dedusse quindi che l'ossigeno quindi non fosse finito 200 m prima, come sostenuto da Compagnoni in alcune occasioni.
La medesima foto di Compagnoni in vetta al K2 con indosso il respiratore fu pubblicata come documentazione fotografica a corredo dell'articolo apparso sul Corriere della Sera del 28 settembre 1954 che per la prima volta raccontava le fasi finali dell'ascesa alla vetta del K2. Tale fatto destituisce di ogni fondamento l'ipotesi che fosse stata appositamente tenuta nascosta, come adombrato da Marshall. Si deve inoltre notare che il sistema di erogazione era a circuito aperto e quindi, anche in caso di esaurimento dell'ossigeno, era possibile continuare a respirare pur indossando la maschera.
Mentre Desio e Compagnoni rifiutarono sempre di rivedere le proprie dichiarazioni, attirandosi severe critiche, Lacedelli nel suo libro K2 il prezzo della conquista desiderò emendare parte di quanto contenuto nella relazione ufficiale, in particolare attribuendo a Compagnoni la decisione di spostare il campo IX, facendo risalire a pochi minuti prima di giungere in vetta l'esaurimento delle bombole d'ossigeno, e riconoscendo a Bonatti il giusto merito nel successo dell'impresa.

## Filmografia
- La grande guerra, regia di Mario Monicelli (1959)

## Doppiatori italiani
- Mario Colli in La grande guerra